# Graptoppia nukusia
Graptoppia nukusia är en kvalsterart som först beskrevs av Shtanchaeva 1984.  Graptoppia nukusia ingår i släktet Graptoppia och familjen Oppiidae. Inga underarter finns listade i Catalogue of Life.